# Taphrocampa annulosa
Taphrocampa annulosa is een raderdiertjessoort uit de familie Notommatidae. De wetenschappelijke naam van deze soort is voor het eerst geldig gepubliceerd in 1851 door Gosse.